# 정용검
정용검(1984년 9월 22일 ~ )은 대한민국의 케이블 방송국 MBC 스포츠+의 스포츠 캐스터이다.

## 경력
- 2011년 5월 ~ 10월 : 팍스TV 아나운서
- 2011년 11월 ~ : MBC 스포츠플러스 아나운서
- 주요 중계 종목: 메이저 리그 베이스볼, KBO 리그, 한국프로농구 2016-17 등

## 방송
스톡킹
최강야구
내일은위닝샷
씨름의제왕

## 드라마
멘탈코치 제갈길 (2022년, tvN) - 특별출연